# Jacques Hurtubise (peintre)
Pour les articles homonymes, voir Hurtubise.
Jacques Hurtubise (Montréal, 28 février 1939 - Cap-Breton, Nouvelle-Écosse, 27 décembre 2014) est un peintre québécois.

## Biographie
Diplômé de l'École des beaux-arts de Montréal en 1960, il subit l'influence du groupe des Plasticiens de Montréal. En 1961, il obtient la bourse Max Beckmann pour aller étudier à New York, où il découvre l'expressionnisme abstrait. Il y demeure pour une majeure partie des années 1960. À son retour de New York, Hurtubise fait la rencontre Claude Tousignant et Guido Molinari. En 1967, son travail de recherche sur les effets de la lumière l'inspire à produire des œuvres fluorescentes et par la suite, des créations avec des néons. Avec Jack Bush, il représente le Canada à la Biennale de São Paulo de 1967. En 1970, il adopte le carré comme structure principale de ses œuvres. À partir de 1977, il commence à travailler des formes et des contrastes chromatiques sur fond neutre afin de produire des motifs linéaires qui évoquent des paysages abstraits. Ces œuvres dites spontanées mêlent l'impulsion à la rigueur. Dans les années 1980 et 1990, il utilise les mouvements en surimpression qui se déploient sur toute la surface de ses toiles. Ces œuvres sont marquées d'un motif central qui s'étale sur un réseau complexe de couleurs. En 1983, Hurtubise s’installe de manière définitive en Nouvelle-Écosse pour y établir son studio.
Jacques Hurtubise meurt le 27 décembre 2014 à sa résidence de l’île du Cap-Breton, en Nouvelle-Écosse,.

## Œuvres

### Peintures
- Géraldine, 1965, acrylique sur toile, 101,6 × 114,8 cm, Musée d'art contemporain de Montréal, Montréal[11].
- Isabelle, 1965, acrylique sur toile, 121,8 × 152,3 cm, Musée national des beaux-arts du Québec, Québec[12].
- Sunset, 1980, acrylique sur toile, 203,5 × 406 cm, Musée national des beaux-arts du Québec, Québec[6].
- Flocons de méduse, 2000, acrylique sur toile, 80,5 × 120 cm (œuvre); 83 × 122,7 cm (avec cadre), Musée national des beaux-arts du Québec, Québec[13].

### Sculptures
- Abstraction Z, 1960, acier, 235 × 220 × 93 cm, Musée national des beaux-arts du Québec, Québec[14].
- Irène, 1968, aluminium, tubes fluorescents, ampoules incandescentes et circuits électriques, 198 × 123 × 30 cm, Musée national des beaux-arts du Québec, Québec[5].

## Honneurs
- Grand Prix de Peinture, Concours Artistique du Québec, 1965[8].
- Prix Lynch-Staunton du Conseil des arts du Canada, 1992[3].
- Prix Paul-Émile-Borduas, 2000[15].

## Expositions
- 1957 - Salon du printemps à Montréal[15].
- 1961 - Galerie XII du Musée des beaux-arts de Montréal[15].
- 1965 - Biennale de Sao Paulo.
- 1967 - Biennale de Sao Paulo.
- 1972 - Musée du Québec.
- 1973 - Musée d'art contemporain de Montréal.
- 1981 - Musée d'art contemporain de Montréal.
- 1998 - Musée des beaux-arts de Montréal[15].
- 2011 - Musée régional de Rimouski, Batailles, collection de l'artiste[16].
- 2012 - Musée d'art de Joliette, rétrospective[17].
- 2013 - Musée d'art contemporain de Montréal, L'abstraction en action, Hurtubise.

## Musées et collections publiques
- Musée national des beaux-arts du Québec[18].
- Musée des beaux-arts de Montréal.
- Musée d'art contemporain de Montréal[19].
- Musée des beaux-arts de la Nouvelle-Écosse.
- Musée des beaux-arts du Canada[20].